# الحرب العظيمة
```
كانت 
الحرب الإسبانية البرتغالية بين عامي 1762 و1763
 جزءًا من 
حرب السنوات السبع
. عُرِفت هذه الحرب في التأريخ البرتغالي باسم الحرب العظيمة نظرًا لعدم حدوث معارك كبيرة، وذلك على الرغم من حدوث العديد من التحركات للقوات، والخسائر الفادحة بين الغزاة الإسبان، الذين هُزموا بشكل حاسم في النهاية.
```

## الحرب
وافقت إسبانيا مع فرنسا على مهاجمة البرتغال التي بقيت محايدة، ولكنها كانت حليفًا اقتصاديًا مهمًا لبريطانيا العظمى. كانت فرنسا تأمل في أن تجذب هذه الجبهة الجديدة القوات البريطانية، التي كانت موجهة حينها ضد فرنسا.
تلا الغزو الفرانكوي-الإسباني الثالث للبرتغال في أوروبا (التي كانت المسرح الرئيسي للحرب الذي استوعب الجزء الأكبر من المجهود الحربي الإسباني) في 5 مايو 1762 غزوًا إسبانيًا للأراضي البرتغالية في أمريكا الجنوبية (التي كانت المسرح الثانوي للحرب). انتهى الغزو الأول بهزيمة مذِلّة، ومثّل الغزو الثاني طريقًا مسدودًا بعد انتصار البرتغاليين في شمال وغرب البرازيل، وانتصار إسبانيا في جنوب البرازيل وأوروغواي.

### الحركة في شبه الجزيرة (المسرح الرئيسي)
غزا جيش فرانكوي إسباني قوامه حوالي 42 ألف رجل، بقيادة ماركيز ساريا ثم كونت أراندا، البرتغال خلال الحرب في عام 1762، وذلك في ثلاث مناطق مختلفة في ثلاث أوقات مختلفة، وهي مقاطعات تراس أوس مونتيس (الغزو الأول للبرتغال، مايو-يونيو 1762)، ومقاطعة بيرا (الغزو الثاني للبرتغال، يوليو-نوفمبر 1762) وألنتيجو (الغزو الثالث، نوفمبر 1762). واجه الجيش مقاومة شعبية شرسة، وواجه أيضًا جيشًا إنجليزيًا برتغاليًا قوامه حوالي 15 ألف رجل، بقيادة الكونت لا ليبي، منذ منتصف الغزو الثاني وما بعده.
احتل الإسبان، الذين كانت مدينة بورتو -المدينة الثانية في المملكة- هدفهم النهائي، في الغزو الأول العديد من المدن غير المحمية، ودمروا الحصون في مقاطعة تراس أوس مونتيس (حيث لم يكن هناك جنود نظاميون ولا بارود في المقاطعة بأكملها، باستثناء حصن ميراندا دودئورو) دون أي معارضة.
استغل رجال حرب العصابات الطبيعة الجبلية للمقاطعة لقطع إمدادات بوربون وخطوط الاتصال مع إسبانيا، وكذلك إلحاق خسائر فادحة بالغزاة. تخلى السكان عن قراهم مما تسبب في مجاعة بين الإسبان، الذين شنوا هجومين على أبورتو، فهُزِموا في الهجوم الأول من قبل الميليشيات والفلاحين في معركة دورو، وهُزِموا بالثاني في جبال مونتاليغري.
أجبر هذا الفشل، مع وصول التعزيزات البرتغالية (بما في ذلك القوات النظامية)، الجيش الإسباني المتناقص حينها على التراجع إلى إسبانيا متخليًا عن كل فتوحاته (باستثناء تشافيس). استُبدِل القائد الفرانكوي-الإسباني ساريا بعد هذه الهزيمة بكونت أراندا.
بلغ إجمالي عدد الضحايا الإسبان خلال هذا الغزو الأول للبرتغال، وفقًا لمصدر فرنسي معاصر، وهو الجنرال دوموريز، 10 آلاف رجل، من بينهم سجناء أو فارين أو موتى بسبب الجوع، وكمائن حرب العصابات والمرض (8000 رجل وفقًا للمؤرخ العسكري الإسباني الحديث خوسيه لويس تيرون بونثي).
هبطت قوة بريطانية قوامها 7,107 جنديًا وضابطًا في لشبونة بناءً على طلب البرتغال، مما أعاد تنظيم الجيش البرتغالي (ليصبح بين 7000 و8000 جندي نظامي). سُلِّمت القيادة العليا لجيش الحلفاء (المكون من 14 ألف إلى 15 ألف رجل) إلى أحد أفضل الجنود في عصره، وهو كونت ليبي.
نجح الفرانكويون الإسبان في بداية الغزو الثاني (مقاطعة بيرا السفلية، يوليو-نوفمبر 1762)، واستولوا على عدة حصون وبلدات برتغالية ضعيفة التجهيز، بما في ذلك ألميدا. هزم الجيش الأنجلو-برتغالي فيلقًا إسبانيًا كان يستعد لغزو آخر عبر مقاطعة ألنتيجو (معركة فالنسيا دي ألكانتارا)، وتجنَّب المحاولة الإسبانية لعبور نهر تاجة وهزيمتهم في فيلا فيلها.
أوقف جيش الحلفاء في النهاية مسيرة جيش بوربون نحو لشبونة في الجبال بالقرب من أبرنتس (التي سيطرت على البلاد بحكم موقعها)، واستخدم استراتيجية الأرض المحروقة، بالتعاون مع سكان الريف، لتجويع الغزاة، فهجر الفلاحون قراهم، ودمروا أو أخذوا معهم كل الطعام، بينما هاجم رجال حرب العصابات خطوطهم اللوجستية. كان على الغزاة الاختيار بين البقاء والجوع أو الانسحاب.
كانت النتيجة تدمير الجيش الفرانكوي-الإسباني، الذي طارد الجيش الأنجلو-برتغالي والفلاحين ما تبقى منه وصولًا إلى إسبانيا، تاركين وراءهم جرحى ومرضى، وذلك بعد حركتي تطويق حددتهما قوة برتغالية بقيادة الجنرال تاونشند تجاه خلفية العدو، إذ أجبرت الحركة الأولى البوربون على الانسحاب من التلال الواقعة شرق أبرنتس نحو كاستيلو برانكو، بينما دفعتهم الحركة الثانية إلى الفرار نحو إسبانيا. استولى جيش الحلفاء على المقر الإسباني (كاستيلو برانكو)، مما خلّف الآلاف من الأسرى (2 نوفمبر 1762).
«دُمِّرت المنطقة، ولم تكن هناك أحكام. عوقِب انتقام السكان بإحراق القرى، ولكن هذه العقوبات جعلت مصير الجيوش الإسبانية أكثر قسوة. شن الجيش الأنجلو-برتغالي الصغير الهجوم بعد ذلك، فأعطى كونت ليبي الأمر بالهجوم، وأُمِر لودون (الذي كان تاونشند في الواقع) بالانضمام إلى قوات الجنرال لينوكس، ووضع نفسه بين ألميدا وبطليوس، فسيكون خط انسحاب جيش أراندا مهددًا بهذه الطريقة. أُجبِر أراندا (الذي شلته المواقع الدفاعية الأنجلو-برتغالية الممتازة في الجبال بالقرب من أبرنتس) على الاختيار بين الانسحاب أو الموت جوعًا في بيرا. تمكن الجنرال لودون (تاونشند) من احتلال فنداو، مما جعل الحرس الإسباني المتقدم ينسحب. تراجع الجيش الإسباني (باتجاه كاستيلو برانكو، بالقرب من الحدود الإسبانية)، وتقدمت القوات البرتغالية، وأعادت احتلال فيلا فيلها، واستعادت قوة لودون (تاونشند) بيناماكور ومونسانتو، فيما طارد ضابط آخر، المشير فريزر، العدو بكتيبتين وأربعة أفواج خيالة.
حدد كونت ليبي خطة من شأنها أن تسجن أراندا وكل جيشه في كاستيلو برانكو (المقر الإسباني)، مستفيدًا من الاضطراب الناجم عن الانسحاب. أدى سوء الأحوال الجوية إلى تأخير العملية، وأفاد أحد المخبرين القائد الإسباني بنوايا ليبي، فتراجع الجيش الإسباني بسرعة إلى بلده. انسحبت آخر قوات العدو، واحتل البرتغاليون المراكز الحدودية بعد فترة وجيزة ولمرة أخرى باستثناء تشافيس وألميدا».
-من كتاب الأرشيف الوطني
قُيِّمت إجمالي الخسائر الفرانكوية-الإسبانية في هذا الغزو الثاني، من قبل مصدر بوربون معاصر، بما وصل إلى 15 ألف رجل (دوموريز في عام 1766)، بينما كان إجمالي الخسائر في كلا الغزوتين حوالي 30 ألف رجل، وفقًا للسفير البريطاني في البرتغال إدوارد هاي (8 نوفمبر 1762).
أوضح المؤرخان دانلي مارك وباتريك سبيلمان ذلك بالقول:
«تصاعدت خسائر بوربون لأن الفلاحين البرتغاليين شنوا حربًا انتقامية لا هوادة فيها ضد الهاربين والجنود المنسحبين الذين أسروهم وذبحوهم بأعداد كبيرة (صفحة 452). تكمن الحملة البرتغالية، وبالتأكيد كل الحرب الإسبانية، في الخراب (صفحة 521)».
- من كتاب حرب السنوات السبع: وجهات نظر عالمية
شن الإسبان هجومًا مفاجئًا على مدينتين برتغاليتين (أوغيلا ومارفاو)، خلال الهجوم الإسباني الثالث (نوفمبر 1762)، ولكنهم هُزِموا، واضطروا إلى التراجع مرة أخرى قبل تعزيز وتقدم الجيش الأنجلو-برتغالي الذي أخذ بعض الأسرى. سُجِن المزيد من الإسبان عندما دخلت قوة برتغالية بقيادة الكولونيل البريطاني وري إسبانيا، وهاجمت منطقة كوديثيرا (19 نوفمبر).
أرسل أراندا، بقواته المدمرة والمُحبَطة، مبعوثًا إلى ليبي ليقترح هدنة في 24 نوفمبر. قبل ليبي الهدنة ووقعها في 1 ديسمبر 1762.